# Friedrich von Esebeck
Pour les articles homonymes, voir Esebeck.
Friedrich Wilhelm Carl Julius baron von Esebeck (né le 23 août 1870 à Weimar et mort le 25 mai 1951 à Berlin) est un général d'infanterie allemand.

## Biographie

### Origine
Ses parents sont le capitaine prussien Friedrich von Esebeck (de) (1835-1870) et sa femme Anna von Pappenheim (née en 1846).

### Carrière militaire
Esebeck s'engage le 1er avril 1890 en tant que cadet dans le 1er régiment à pied de la Garde de l'armée prussienne à Berlin où il est nommé enseigne le 18 novembre 1890 et promu sous-lieutenant le 2 août 1891. Du 1er janvier 1900 au 21 juillet 1903, il est envoyé à l'Académie de guerre pour poursuivre sa formation, où il devient entre-temps lieutenant le 9 février 1900. Il est ensuite affecté au Grand État-Major du 10 mars au 1er avril 1904. Avec sa promotion au grade de capitaine, Esebeck rejoint l'état-major général du 7e corps d'armée à Münster. Le 27 janvier 1909, Esebeck fut transféré dans son régiment d'origine, où il devint par la suite commandant de compagnie. Il est ensuite promu major le 1er octobre 1912 et rejoint le grand état-major général où il sert six mois avant de devenir premier officier d'état-major général du 16e corps d'armée à Metz.
Esebeck doit occuper cette fonction au-delà du déclenchement de la Première Guerre mondiale et devenir chef d'état-major général le 1er avril 1915. Du 28 décembre 1916 au 10 avril 1917, Esebeck est le premier officier d'état-major général du groupe d'armées prince héritier allemand et devient ensuite chef d'état-major général du détachement d'armée A sous les ordres du général d'infanterie von Mudra. Les unités subordonnées se trouvent à cette époque dans les Vosges et en Lorraine. Après qu'Esebeck soit devenu lieutenant-colonel le 27 janvier 1918, il est nommé chef d'état-major général de la 9e armée le 18 juin 1918. Deux mois plus tard, il est relevé de ses fonctions et reste chef d'état-major général du gouvernement de Metz.
Après la fin de la guerre, Esebeck fut d'abord nommé chef d'état-major du 7e corps d'armée à partir du 1er janvier 1919. Dix mois plus tard, il est nommé chef d'état-major du district militaire VI à Münster et le 16 mai 1920, Esebeck obtient le poste de commandant de Glatz. En tant que tel, il est promu colonel le 1er octobre 1920. Lors de son transfert à Francfort-sur-l'Oder le 6 juin 1922, Esebeck est nommé commandant du 8e régiment (prussien) d'infanterie et promu major général le 1er janvier 1924. Au bout d'un an, il est commandant d'infanterie III et devient commandant de la 1re division. Dans cette fonction, il est également commandant du district militaire I basé à Königsberg. Le 1er février 1927, il est promu Generalleutnant. Le 30 septembre 1929, Esebeck est relevé de ses fonctions et mis à la retraite avec l'attribution du caractère de général d'infanterie. Le 20 avril 1937, il est autorisé à porter l'uniforme du 8e régiment d'infanterie.

## Décorations militaires
- Ordre de l'Aigle rouge de 4e classe[1]
- Ordre de la Couronne de 4e classe[1]
- Croix de fer (1914) de 2e et 1re classe[1]
- Croix de chevalier de l'ordre royal de la maison de Hohenzollern avec épées[1]
- Pour le Mérite[1] le 3 avril 1918
- Chevalier d'honneur de l'Ordre de Saint-Jean[1]
- Croix de distinction de service prussien[1]
- Croix d'honneur de l'ordre de la maison princière de Hohenzollern[1]
- Ordre du Mérite militaire bavarois de 3e classe avec épées[1]
- Croix d'honneur de l'Ordre de la Couronne de Wurtemberg avec épées[1]
- Croix hanséatique de Hambourg[1]
- Croix du Mérite de guerre de Brunswick de 2e classe[1]
- Commandeur de l'ordre du Faucon blanc avec épées[1]
- Croix de chevalier de 2e classe de l'ordre de la Maison ernestine de Saxe[1]
- Croix du Mérite de guerre de Lippe[1]
- Croix hanséatique de Lübeck[1]
- Croix d'honneur de l'ordre de la Maison de Lippe de 3e classe[1]
- Étoile de Gallipoli[1]